# The Young Diana
The Young Diana, in Nederland uitgebracht onder de titel De jonge Diana, is een stomme film uit 1922 onder regie van Albert Capellani en Robert G. Vignola.
Marion Davies heeft de hoofdrol in de film. De film had een enorm budget, in tegenstelling tot de eerdere films waarin Davies te zien was. Volgens haar biograaf Fred Guiles moest Davies goed wennen aan het uitbundige budget, aangezien ze dit moest compenseren met goede acteerprestaties.

## Verhaal
Mr. May ziet zijn dochter graag trouwen met een man die veel sociale macht heeft. Hij heeft dan ook al de aanstaande echtgenoot voor zijn dochter uitgekozen, een wetenschapper. Diana wordt echter verliefd op een officier. Op de nacht voor haar bruiloft maakt ze een wandeling. Ze valt flauw en droomt tijdens haar buitenbewustzijn. In haar droom ziet ze haar leven 20 jaar in de toekomst. Ze is een oude vrijster, maar na een bezoek aan een dokter krijgt ze haar schoonheid en charmes weer terug. Diana is echter nog altijd ongelukkig.

## Rolverdeling
| Acteur           | Personage         |
| ---------------- | ----------------- |
| Marion Davies    | Diana May         |
| Macklyn Arbuckle | James P. May      |
| Forrest Stanley  | Commandant Cleeve |
| Gypsy O'Brien    | Lady Anne         |
| Pedro de Cordoba | Dokter Dimitrius  |